# Q-6 (航空機)
Q-6（強撃6、Qiang-6、强击6、強-6）は、中華人民共和国の中国南昌飛機製造公司で開発された攻撃機。1980年代末期に計画中止となった。

## 概要
1970年代の南ベトナム軍との交戦で、空軍及び海軍航空隊はQ-5の兵器搭載能力、航続距離の貧弱さに直面し、1976年にQ-5の後継戦闘攻撃機の開発を要求した。Q-5の3倍の兵器搭載量、2.5倍の航続距離を目標とし、これに応じた各公司は瀋陽飛機工業公司がJ-8II改良案、西安飛機工業公司がJH-7案、そしてQ-5を開発した南昌飛機製造公司のQ-6案の3案が提出された。
Q-6案はエジプトから密輸入されたMiG-23MS、MiG-23BN、MiG-23Uと、F-111の情報を元に設計された可変翼機で、外見はエアインテークを除きMiG-23に酷似している。エンジンは国産の渦扇6(WS-6)とし、フライ・バイ・ワイヤを初め各種アビオニクスも独自の物を使用した。これにより目標値に達するはずだったが、当時の中国の技術力では可変翼、エンジン、アビオニクス等を自力で開発するのは難しく、開発は1980年代に入っても続けられたが、結局完成を見ることなく開発中止となり、Q-5の後継機にはJH-7が採用された。